# Luis Sablon
Pour les articles homonymes, voir Sablon.
Luis Sablon, né le 30 août 1986 aux Abymes, est un coureur cycliste français. Il a pris sa retraite sportive à la fin de la saison 2019.

## Biographie
Évoluant en Guadeloupe, Luis Sablon compte de nombreux succès sur des épreuves d'outre-mer, sur le Tour de la Guadeloupe et le Tour de Guyane notamment. Début 2014, il est suspendu trois mois pour un contrôle positif aux corticoïdes, décelé à l'occasion du championnat de Guadeloupe 2013. Initialement vainqueur, il est alors déclassé. Il explique ce résultat par la prise de médicaments pour soigner son asthme. 
En mars 2016, il subit un second contrôle positif sur le Grand Prix de la CANDT à la prednisolone, un corticostéroïde de synthèse. Affirmant de nouveau avoir pris de produit pour son asthme, il écope d'une suspension de trois ans par le Conseil d'Appel de la Fédération française de cyclisme, peine finalement réduite à un an.
En août 2018, il termine douzième et meilleur grimpeur du Tour de la Guadeloupe remporté par Boris Carène.

## Palmarès
- 2006
  - 7e étape du Tour de la Guadeloupe
  - 6ea et 7e étapes du Tour de Guyane
- 2007
  - 7e étape du Tour de Guyane
- 2008
  - 3e étape du Tour de Guyane
- 2010
  - 2eb étape du Tour de la Guadeloupe (contre-la-montre par équipes)
- 2011
  - 2e étape du Grand Prix Anniversaire de la JCA
- 2012
  - 20 Tours de Perinet
  - 1re et 6e étapes du Tour de La Réunion
  - Coupe Frédéric Jalton :
    - Classement général
    - 1re étape
- 2013
  - Champion de Guadeloupe sur route
- 2014
  - 4e étape du Grand Prix du Conseil Général de Guadeloupe
- 2015
  - 1rea étape du Grand Prix Nagico
  - Grand Prix de la CANBT
  - 2e étape des Six jours du Crédit agricole
  - 1re étape du Tour de Guyane
  - 2e du Tour de Guyane
  -  Médaillé d'argent du championnat de la Caraïbe sur route
- 2016
  - 2e étape des Six jours du Crédit agricole
  - Open Fred Ibalot
- 2017
  - Coupe Frédéric Jalton
  - 5e étape du Tour de Guyane
- 2018
  - Tour de la Guadeloupe
    - 1er du classement de la montagne
- 2023
  - 3e du Tour de Marie-Galante

## Classements mondiaux
| Année           | 2006 | 2007   |
| --------------- | ---- | ------ |
| UCI Europe Tour | 968e | 1 351e |